# Call Off the Search (singolo)
Call Off the Search è un singolo della cantautrice britannica Katie Melua pubblicato il 15 marzo 2004, secondo estratto dall'album Call Off the Search.

## Il disco
Il brano è stato scritto e prodotto da Mike Batt.

## Tracce
CD-Single 1
1. Call Off the Search
2. Shirt of a Ghost
3. Deep Purple

## Classifiche
| Classifica (2004) | Posizione massima |
| ----------------- | ----------------- |
| Regno Unito       | 19                |